# Huperzia amentacea
Huperzia amentacea là một loài thực vật có mạch trong Họ Thạch tùng. Loài này được (B. Øllg.) Holub mô tả khoa học đầu tiên năm 1985.